# St. Josef (Sachsen bei Ansbach)
St. Josef ist eine römisch-katholische Kirche in Sachsen bei Ansbach im Dekanat Herrieden des Bistums Eichstätt. Der nach Josef von Nazaret benannte Sakralbau wurde nach den Plänen des Architekten Franz Kießling errichtet.

## Kirchengemeinde
Die ersten Katholiken kamen 1872 als Bahnbedienstete nach Sachsen. Nach dem Zweiten Weltkrieg stieg die Zahl der Katholiken durch Flüchtlinge aus Schlesien, Böhmen und Mähren stark an. 1946 wurde informell vereinbart, dass die katholischen Bewohner Sachsens Gottesdienste in der evangelischen St.-Peter-und-Pauls-Kirche in Neukirchen halten durften, was am 23. Juli 1949 schließlich vertraglich fixiert wurde. Betreut wurden sie von der Kuratie St. Johannes (Lichtenau), die 1970 zur Pfarrei erhoben wurde.
Am 19. November 1961 wurde der Kirchenbauverein Sachsen e. V. gegründet. Am 21. März 1963 konnte für 28.000 DM ein Grundstück in der Nähe des Bahnhofs erworben werden. Am 21. Juni 1964 wurde der Grundstein gelegt und am 5. September 1965 wurde die Kirche vom Eichstätter Bischof Joseph Schröffer geweiht. Die Kosten für den Bau beliefen sich auf knapp 1.000.000 DM.
Der Bau wies gravierende Mängel auf, die im Laufe der folgenden zwanzig Jahre Reparaturarbeiten von über 100.000 DM verursachten.

## Architektur und Kirchenräume
Franz Kießling zeichnete für den Sakralbau einen rechteckigen Grundriss von 21,80 × 18,60 Metern. Die untere Hälfte besteht aus vier Betonplatten, die sich an den Ecken kreuzförmig überschneiden. In der oberen Hälfte gibt es an allen Seiten Fensterfassaden, auf denen ein flaches Dach ruht. An jeder Seite steht ein überlebensgroßes Stahlkreuz. Südwestlich abgesetzt steht der Kirchturm.
Der Saal bietet 216 Sitzplätze. Zur Innenausstattung zählt die Schutzmantelmadonna und die Heilige Familie, die vom Ansbacher Holzschnitzer Heinrich Pospich gefertigt wurden. 1971 wurde eine Kirchenorgel angeschafft. 1980 wurde an der Altarseite ein Bronzerelief von Otto Habel angebracht, das in abstrahierter Form die Sieben Werke der Barmherzigkeit zeigt. 1987 kam eine Holzplastik von Franz Hämmerle hinzu, die die Beweinung Christi darstellt. 1990 bekam die Kirche eine Holzstatue von Josef, die vom Füssener Bildhauer Alois Vogler geschaffen wurde.